# Beluga
Beluga (lat. Delphinapterus leucas) je vrsta kitova iz porodice bijelih kitova. Žive u arktičkim i subarktičkim vodama, a kao ni njihov bliski srodnik narval, ni beluge nemaju leđnu, "masnu peraju". Upadljiva je njihova plavkasto bijela do bež boja, zbog koje su i dobili drugo ime, bijeli kit.

## Izgled beluga
Beluge su dugi između tri i najviše šest metara, a teški od 400 do najviše 1000 kilograma. Mužjaci su u pravilu veći i teži od ženki.Tijelo im je masivno i u području ramena djeluje "četvrtasto". Glava je relativno kratka s čeonim zadebljanjem (melon). Vrat je dobro vidljiv a glava pokretljiva, jer vratni kralješci nisu srasli. Repna peraja je srazmjerno široka i sa starošću životinje, sve je sličnija listu ginka. Prednje peraje su zaobljeno četvrtaste. Oči su im vrlo male i nalaze se blizu kuta ustiju, ušni otvori su gotovo nevidljivi. Neposredno prije zatiljka imaju nosnicu u obliku polumjeseca.
Kao i kod svih drugih kitova, koža beluge nije obrasla dlakama i ima debeli vanjski sloj. Taj sloj (epiderma) je kod beluga debel između 5 i 12 centimetara što je iznadprosječno za kitove. Isto tako, i slojevi ispod njega su natprosječno debeli. Potkožno tkivo je sloj masnoće koji, ovisno o uhranjenosti životinje, spolu i godišnjem dobu može biti debel između 2 i 22 centimetra. Dojke su smještene u posebnim naborima, i vidljive su samo kod ženki koje doje mladunce. 
Boja po kojoj su dobili ime mijenja se tijekom života. Novorođeni beluge dolaze na svijet tamno sive do smeđe boje i nakon oko godinu dana dobivaju plavkastu boju koju zadržavaju do pete godine života. u tom razdoblju nazivaju ih "plavi". Nakon toga, životinje postaju potpuno bijele, no jedan lagani plavičasti odsjaj može, prije svega kod ženki, ostati do kraja života. Pretpostavlja se, da se kod beluga tijekom evolucije bijela boja razvila kao zaštita od napada bijelih medvjeda, jer se beluge obično zadržavaju na rubu leda na kojem su često i medvjedi.

## Rasprostranjenost
Beluge žive u većini polarnih i subpolarnih mora sjeverne polutke, prije svega uz obale Aljaske, Kanade i Rusije. Najjužnije se mogu sresti u Ohotskom i Japanskom moru u Aziji kao i u području ušća rijeke sv. Lovrijenca u Kanadi. U Europi nastanjuju samo krajnji sjever Norveške i Barentsovo more, vode oko poluotoka Kole kao i oko otoka Zemlje Franje Josipa i Svalbarda. Povremena pojavljivanja beluga zabilježena su oko Islanda, Velike Britanije pa čak i u Baltičkom moru. 18. svibnja 1966. viđena je jedna jedinka beluge oko 400 km uzvodno u Rajni. Nakon što su kita nazvali Moby Dick, i više tjedana ga zainteresirani biolozi pokušavali uloviti, 16. lipnja 1966. otplivao je praćen od dva policijska čamca natrag u more.
Vrlo često se mogu vidjeti beluge kako ulaze u rijeke. Tako je viđen u Loire, Elbi i u gotovo svim većim sibirskim rijekama, pojedinačno ili u manjim skupinama. Ovi ulasci u rijeke povezuje se uglavnom s godišnjim selidbama ili s njihovim okupljanjem radi parenja uz riječna ušća. Ova putovanja zabilježena su kod svih populacija ovih kitova. Vjerojatno služi nalaženju hrane, mjesta za parenje ili koćenju mladih.
Procjenjuje se da postoji 21 zasebna populacija beluga kitova, a rezultati posljednjih procjena ukupnog broja jedinki iznose 195.000 kitova. Prema kriterijima IUCN-ovog crvenog popisa beluge se globalno ne mogu svrstati u niti jednu od ugroženih kategorija, međutim neke od populacija su drastično smanjene i odvojeno procjenjene kao kritično ugrožene (Cook Inlet, Aljaska).

## Način života
Beluge kao stanište biraju mirne obalne vode umjerene dubine, naročito zaljeve ili područja oko ušća većih rijeka. Izbjegavaju pojaseve gdje se veliki valovi lome o obalu. Često ih se može vidjeti uz ploveće sante ili uz rub nagomilanog ili kompaktnog leda, pretpostavlja se, da otvoreno more prelaze samo u vrijeme svojih putovanja.
Hrane se gotovo isključivo životinjskom hranom. Kod do sad istraženih beluha, utvrđena je najveća raznovrsnost hrane od svih kitova. Poznato je više od 100 različitih životinja kojima se hrane. Spektar se kreće od mješinaca preko glavonožaca, školjkaša, rakova i kolutićavaca do većih koštunjača, kao što su oslići (Gadidae) ili pastrvke (Salmonidae). Hrane se u relativno plitkim vodama do najviše 10 metara pretražujući dno za organizmima, no mogu loviti i u otvorenim vodama. Najveća dokumentirana dubina njihovog zaranjanja je oko 200 metara, no to je vrlo vjerojatno rijetka iznimka. Sa starošću, beluge mijenjaju i spektar hrane. Dok se mladunci i "plavi" hrane pretežno malenim račićima (rod Crangon), sa starošću težište hrane pomiče se ribama.

## Razmnožavanje i razvoj
Mužjaci su spolno zreli s oko osam do devet, a ženke u dobi od oko pet godina. Kod mužjaka je spolna zrelost hormonalno direktno povezana s dobivanjem potpuno bijele boje, i skokovitim povećanjem testisa s oko 130 cm3 na najmanje 360, no prosječno na oko 900 cm3.
Parenje se odvija tijekom travnja i svibnja, sjevernije tek u lipnju, na područjima gdje ženke kote mladunce. U odabiru takvih mjesta, prednost daju ušćima velikih rijeka, jer je tu voda u pravilu oko 10°C toplija. Može se okupiti više tisuća jedinki svih dobnih skupina; 1974. je u delti rijeke Mackenzie izbrojano više od 50.000 beluga. 
Gestacija kod beluga traje oko 14,5 mjeseci. Tek okoćeni mladunci dugi su između 1,4 i 1,7 metra i teže između 45 i 75 kilograma. Majka gura njuškom mladunca na površinu vode radi prvog udisaja zraka, a zatim ostaju u direktnom, uglavnom tjelesnom, kontaktu. Mladuncima krajem druge godine izbijaju zubi, a do tog vremena majke ih doje (mlijeko im ima oko 23% masnoće i 16% bjelančevina). Nakon što mladunci prestanu sisati, majke se ponovo pare, a mladunci ostaju uz majke najčešće još dvije godine.

## Ponašanje
Beluge su izrazito društvene životinje i žive uglavnom u obiteljskim skupinama ili malim grupama. Obično ih se sreće u manjim "školama" od oko deset jedinki (više od 50% promatranja), ponekad plivaju i pojedinačno (oko 16% promatranja), no viđene su i skupine od preko 100 životinja. Velike skupine od ponekad više od 1000 jedinki su iznimka koja se događa samo u vrijeme parenja. 
Beluge se sporazumijevaju zvukom koji nastaje u nosnom kanalu na putu do nosnog otvora. Glasaju se vrlo različito, zvukovima koji podsjećaju na skvičanje, zviždanje, mijaukanje, kliktanje, mumljanje.... (Glasovi prodiru kroz trup brodova, pa su ih lovci na kitove nazivali "morskim kanarincima"). Koriste frekvenciju od 0,7 pa do iznad 20 kHz. Neki od tih zvukova služe dozivanju drugih beluga.

## Zanimljivosti
- Beluga je naziv za Airbus A300-600ST ("Airbus Beluga")
- Beluga je ime dvaju brodova Greenpeacea
- Poznati "kavijar beluga" ne potiče od kita beluge, nego od ribe morune (Huso huso)

## Drugi projekti
|  | Zajednički poslužitelj ima stranicu o temi Beluga |
|  | Wikivrste imaju podatke o taksonu Belugi          |